# RB Developments
RB Developments is een historisch merk van motorfietsen.
De bedrijfsnaam was: RB Developments Northampton.
Dit was een Engels bedrijf van Ernie Dorsett dat aanvankelijk de Enfield Robin diesel motorfietsen zou gaan maken. Dorsett was al vanaf 1970 actief met dieselmotoren voor motorfietsen. In 1994 presenteerde hij een 654cc-staande dieseltwin in een MuZ 500 R frame. Het blok was een Ruggerini-diesel met directe inspuiting.